# Орак (остров, Мугла)
Орак (тур. Orak Adası — «серп») — необитаемый остров в Турции, в Эгейском море, у западного побережья Малой Азии, у южного побережья полуострова Бодрум, к юго-востоку от города Бодрум в иле Мугла.
Остров расположен между мысами Инджебурун (Папуджи, Pabuç Burnu) и Шейтанденесе (Kara Burun), с юга закрывает бухту Каргыджикбюкю (Kargıcık Bükü). В юго-восточной части острова находится серпообразный мыс, давший название острову (тур. orak — «серп»). Этот мыс является известным местом для занятий подводным спортом.
Длина острова с северо-запада на юго-восток — 1,8 км.